# فيرا فرانسيس
فيرا فرانسيس (بالإنجليزية: Vera Frances)‏ هي ممثلة بريطانية، ولدت في 1930 في داجنهام في المملكة المتحدة.

## وصلات خارجية
- فيرا فرانسيس على موقع IMDb (الإنجليزية)
- فيرا فرانسيس على موقع قاعدة بيانات الفيلم (الإنجليزية)